# Baios
Baios (altgriechisch Βαῖος Baíos, aber auch Βάϊος Báïos, Βαιός Baiós) ist eine Gestalt der griechischen Mythologie.
Baios war der Steuermann des Odysseus und galt als eponymer Heros verschiedener Lokalitäten. Laut Stephanos von Byzanz soll der Berg Baia auf der Insel Kephallenia nach Baios benannt worden sein. Doch auch den Namen der Stadt Baiae am Golf von Neapel führte man in der Antike auf Baios zurück, nachdem ihn Timaios von Tauromenion um 300 v. Chr. in die italischen Gründungslegenden einbezogen und sein Grab dort angesiedelt hatte. Dem folgten, vielleicht auf anderer Quellenvermittlung basierend, Varro und Strabon, der lediglich überliefert, dass nach Meinung einiger die Stadt Baiae nach einem Gefährten des Odysseus namens Baios benannt sei. Silius Italicus nennt Baiae im 1. Jahrhundert „ithakesische Stätte des Baios“ (sedes Ithacesia Bai).